# Dongmyeong

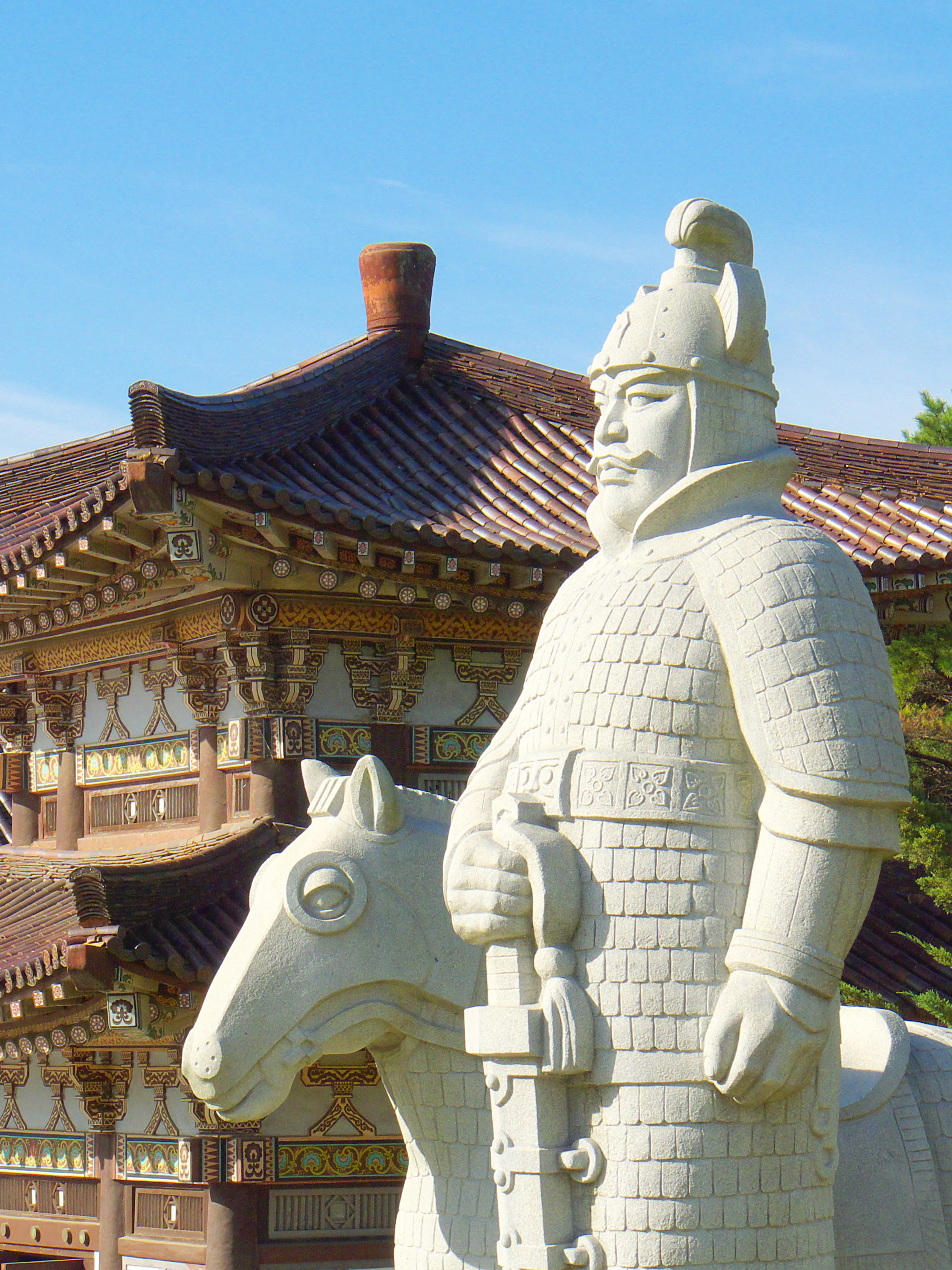
Statue in Pjöngjang

Dongmyeong, auch „Dongmyeongseongwang“ (kor. 동명성왕, 東明聖王, „Heiliger König des Ostens“) oder „Dongmyeongwang“ (동명왕, 東明王, „Ostlichtkönig“), (* 58 v. Chr.; † 19 v. Chr.) war der Gründer des Königreiches Goguryeo, einem Vorläuferreich des heutigen Korea.

## Leben

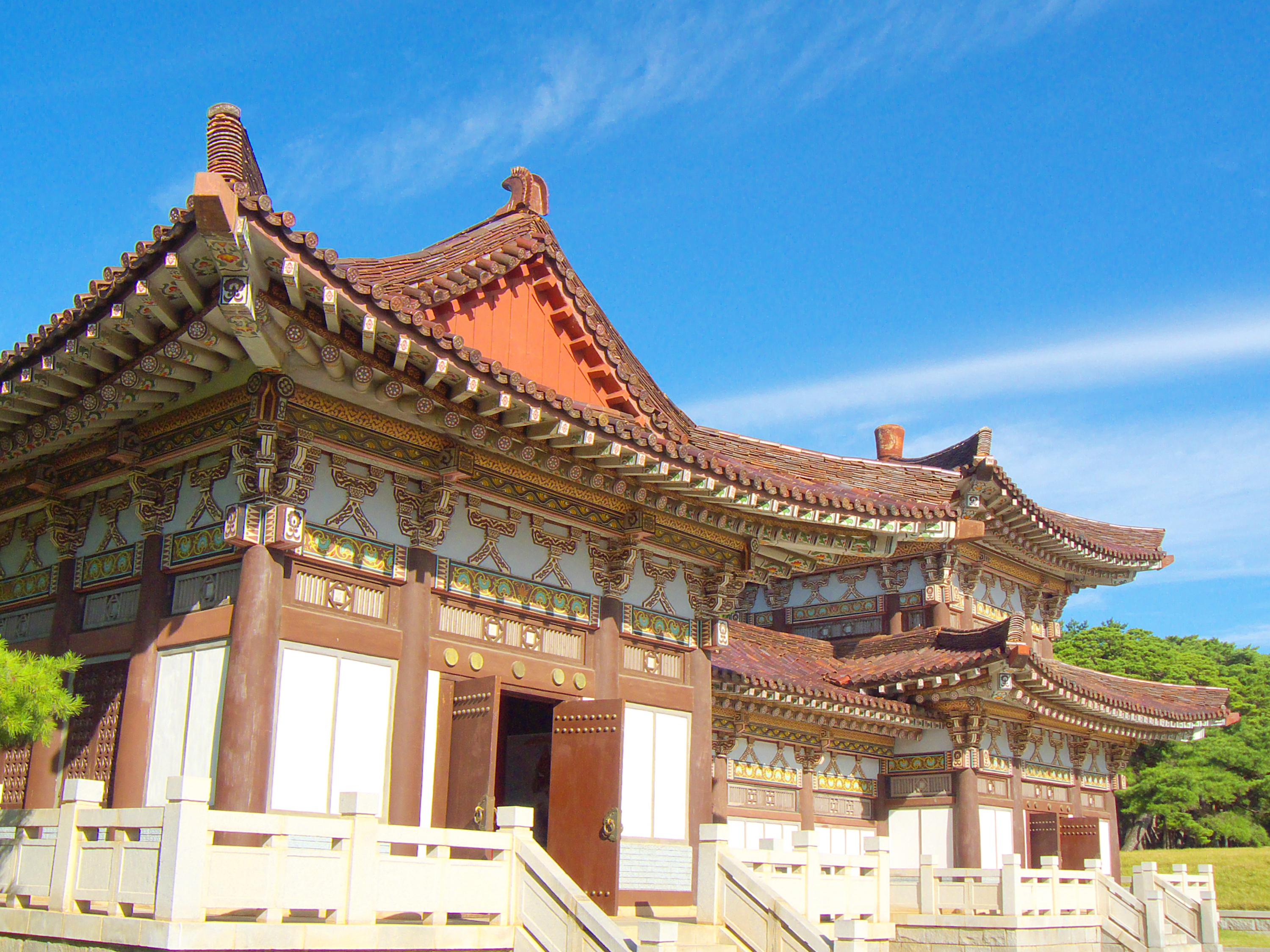
Das Dongmyeongseongwang-Grab, eines der Nationalschätze Nordkoreas

Geboren als Jumong (주몽, 朱蒙), oder auch Chumo (추모, 象解), schlüpfte er der Legende der Gwanggaeto-Stele und den Chroniken von Goguryeo im Geschichtsbuch Samguk Sagi nach aus einem Ei und wuchs in Buyeo auf. Er sei der Sohn von Hae Mosu, Sohn des Himmelsgottes und der Gründer von Buyeo, und von Yuhwa, die Tochter des Flussgottes Habaek. Nach seiner Kindheit verließ er seine Heimat, gründete 37 v. Chr. Goguryeo und gab sich den Nachnamen Go.
Dongmyeong hatte zwei Ehefrauen. Die Erste hieß Yae-So-Ya, mit ihr hatte er einen Sohn namens Yuri, der nach König Dongmyeongs Tod auch den Thron einnahm. Die zweite Frau hieß So-Seo-No. Sie hatte zwei Söhne namens Bilryu und Ohnjo (der Gründer von Baekje). Da diese nicht Dongmyeongs leiblichen Söhne waren, ließ er Yuri auf den Thron steigen.
Seine Grabstätte ist heute eines der Nationalschätze Nordkoreas.